# Bruno Julliard
Pour les articles homonymes, voir Julliard.
Bruno Julliard, de son nom complet Bruno Julliard-Landau, né le 9 février 1981 au Puy-en-Velay (Haute-Loire), est un homme politique français, membre du Parti socialiste (PS).
Militant étudiant, il est président de l'Union nationale des étudiants de France (UNEF) de 2005 à 2007.
Par la suite, il s’engage au Parti socialiste. Lors du congrès de Reims de 2008, il est nommé secrétaire à l'éducation du PS. De 2012 à 2013, il est conseiller auprès du ministre de l'Éducation nationale, Vincent Peillon.
En 2008, il est élu conseiller municipal socialiste dans le 13e arrondissement de Paris, ainsi qu’adjoint à la mairie de Paris. En 2014, il est élu premier adjoint. Il démissionne en 2018 en raison de désaccords avec la stratégie de la maire, Anne Hidalgo.

## Biographie

### Formation
Il est issu d'une famille engagée en politique. Sa mère, Arlette Arnaud-Landau, est maire socialiste du Puy-en-Velay de 2001 à 2008.
Après avoir obtenu son baccalauréat en 1999, il devient étudiant en droit public à l'université Lumière Lyon-II.

### UNEF

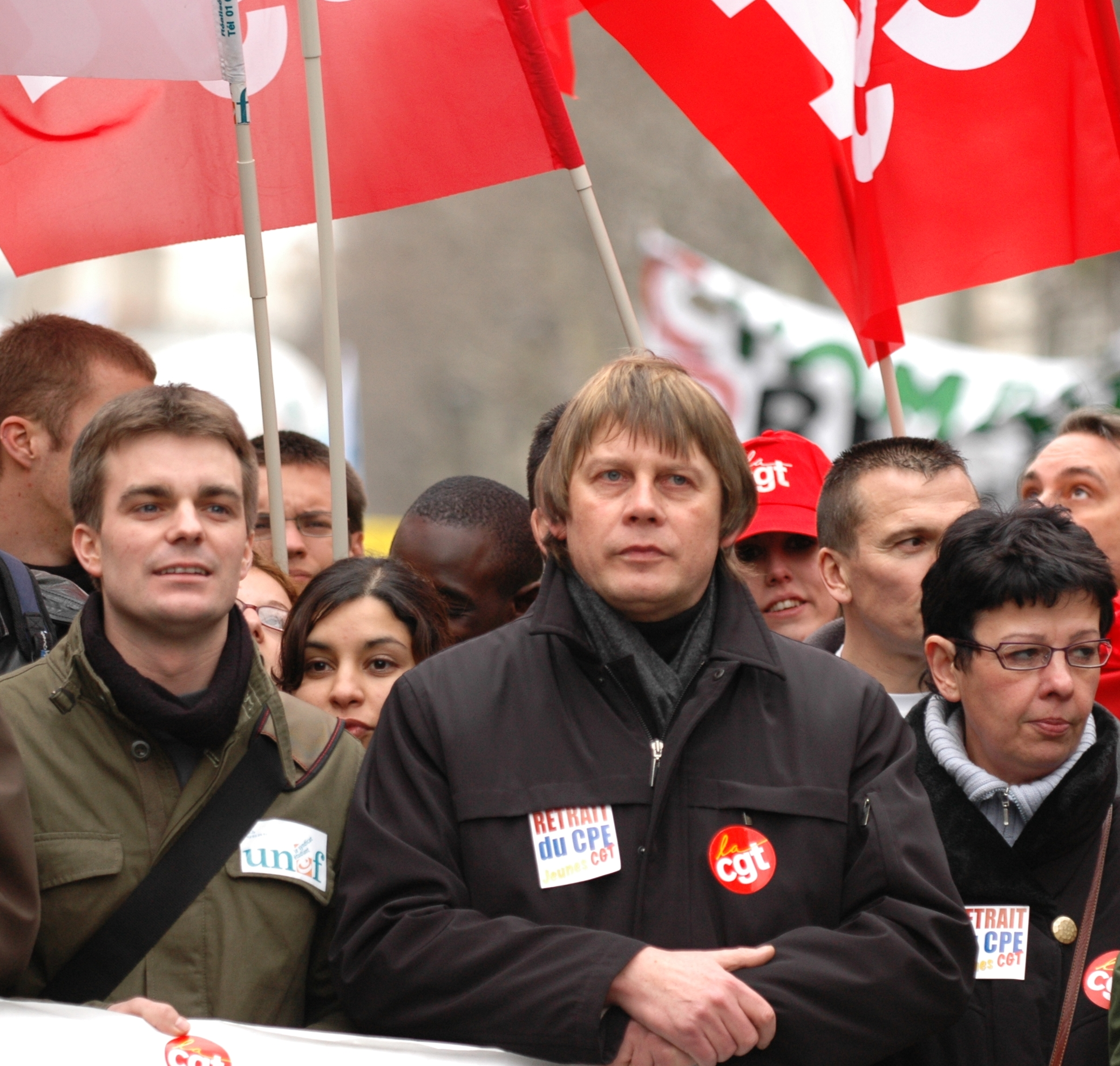
Bruno Julliard et Bernard Thibault, secrétaire général de la CGT, en tête de cortège d'une manifestation contre le contrat première embauche à Paris le 7 mars 2006.

À son entrée à l'université, en 1999, il adhère à l'Union nationale des étudiants de France - Indépendante et démocratique (UNEF-ID). 
Il est responsable du Comité d'action syndicale de Lyon II et vice-président étudiant de l'université avant de devenir président de l'Association générale des étudiants (AGE) de Lyon en 2001, puis d'entrer au Bureau national de l'Union nationale des étudiants de France (UNEF) en 2003. Il est le deuxième président de l'AGE réunifiée après Isabelle Dumestre, qui fut présidente pendant deux semaines avant d'entrer au Bureau national. Durant son mandat de président de l'AGE de Lyon, Bruno Julliard est condamné pour diffamation à l’encontre de l’historien africaniste Bernard Lugan, qu’il accusait de « négationnisme », à payer la somme de 4 200 € d’amende, par un arrêt de la Cour d’appel de Lyon du 30 juin 2004.
Bruno Julliard est aussi élu au Conseil national de l'enseignement supérieur et de la recherche (CNESER) de juin 2004 à juillet 2006, où il suit particulièrement les dossiers concernant la recherche.
À partir de juillet 2005, il devient le porte-parole de la Tendance majorité nationale et président de l'UNEF. Il participe et est un des leaders médiatique et politique de la mobilisation étudiante et lycéenne ayant abouti au retrait, le 10 avril 2006, de l'article 8 de la loi pour l'égalité des chances instaurant le contrat première embauche (CPE).
Comme président de l'UNEF, il négocie avec Valérie Pécresse la réforme de l'université malgré le rejet du projet de loi par le syndicat. Il y défend la non-sélection en licence et en master, le maintien du contrôle national des droits d'inscription à l'université, et un statut unique pour les universités, jugeant cela préférable à l'autonomie à plusieurs vitesses. 
Le 30 novembre 2007, il annonce qu'il quittera « pour raisons personnelles » la présidence de l'UNEF lors de la réunion du collectif national du 8 décembre suivant. Le vice-président, Jean-Baptiste Prévost, seul candidat à la présidence, le remplace.
En 2018, il dénonce une « dérive » de l'organisation étudiante en déclarant que les fonctions de la présidente de l’UNEF à Paris-IV, Maryam Pougetoux, ne sont pas compatibles avec son port du voile islamique.

### Carrière politique
Il est animateur fédéral du Mouvement des jeunes socialistes dans la Haute-Loire en 2001. Il est alors membre de la Gauche socialiste dont il signe la motion pour le congrès du Parti socialiste de Grenoble de novembre 2000 avant de rejoindre Nouveau Monde puis Alternative socialiste, le courant d'Henri Emmanuelli.
À la suite de son élection comme président de l'UNEF, il affirme, en juillet 2005, avoir rendu sa carte du Parti socialiste.
Dans le Figaro du 7 mars 2006, Bruno Julliard affirme qu'il lui arrivait de rencontrer le Premier secrétaire du Parti socialiste, François Hollande, et le député des Landes Henri Emmanuelli. Cependant, il prévient que les décisions de l'UNEF sont prises « par elle seule » et déclare que « les rapports entre l'UNEF et le PS sont les mêmes qu'avec l'ensemble des partis de gauche ».
Le 6 décembre 2007, il officialise sa présence sur la liste socialiste pour les municipales de 2008, conduite par Jérôme Coumet dans le 13e arrondissement de Paris. Il est élu au Conseil de Paris en mars 2008, puis nommé adjoint au maire de Paris Bertrand Delanoë, chargé de la jeunesse.

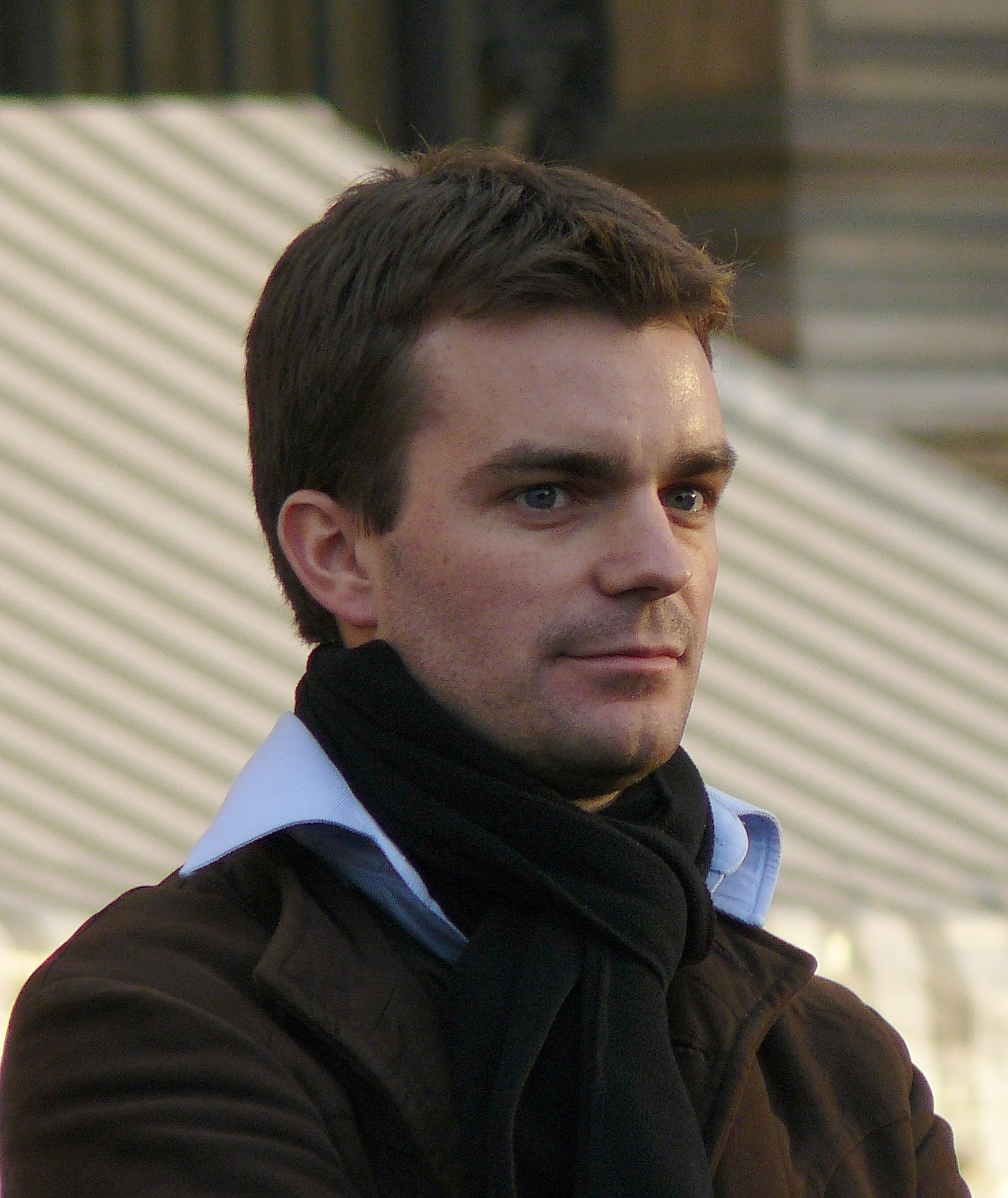
Bruno Julliard en novembre 2008 sur le parvis de l'Hôtel-de-Ville.

Lors du congrès de Reims de 2008, il est nommé secrétaire à l'éducation du Parti socialiste. Durant la campagne présidentielle de 2012, il est responsable de l'enseignement scolaire dans l'équipe de campagne de François Hollande. De mai 2012 à janvier 2013, il est membre du cabinet de Vincent Peillon, ministre de l'Éducation nationale,,.
En juillet 2012, il est nommé adjoint à la Culture du maire de Paris. Il est remplacé au poste d'adjoint à la jeunesse par Isabelle Gachet.
Le 4 juin 2013, Bruno Juilliard est nommé, avec Myriam El Khomri, porte-parole de la campagne d'Anne Hidalgo, candidate PS à la mairie de Paris à l'élection municipale de 2014, dans l'équipe dirigée par Rémi Féraud et Jean-Louis Missika. Le 5 mars 2014, il prononce, au nom du Conseil de Paris, le discours d'inauguration de la plaque commémorative de Maurice Boitel dans le 12e arrondissement et de l'attribution du nom de « Maurice Boitel (1919-2007) peintre » à l'allée piétonne qui ceinture le lac Daumesnil. Il est élu, le 5 avril 2014, adjoint à la maire. Le 11 avril, il est nommé premier adjoint et adjoint à la culture.
À l'instar d'une grande partie de l'équipe municipale parisienne, il soutient Vincent Peillon pour la primaire citoyenne de 2017. Il est membre du comité politique de la campagne.
En octobre 2017, il annonce la création d'un centre d'archives LGBT à Paris en 2020.
Le 17 septembre 2018, il démissionne de son poste de premier adjoint à la maire de Paris critiquant « l’inconstance » d’Anne Hidalgo, ainsi qu’une « gestion inefficace et solitaire ». Il critique la gestion de plusieurs chantiers phares de la mandature d'Hidalgo, dont la piétonnisation des voies sur berges, qu'il avait pourtant défendue par le passé. Il est favorable à une alliance avec La République en marche en vue des élections municipales de 2020 à Paris. Emmanuel Grégoire lui succède comme premier adjoint. 
En retrait de la vie politique, Bruno Julliard devient en 2020 le directeur de la fondation culturelle Art Explora consacrée aux arts et à la culture, et notamment à leur accès pour des publics qui ne fréquentent ni musées ni institutions culturelles.

## Vie privée
Il fait son coming out en 2011 dans le magazine Têtu en annonçant son homosexualité. Il se marie avec Paul-Valère Le Goff en juillet 2017,.

## Ouvrages
- Génération CPE, éditions Privé, 2007
- Faut-il plus de compétition à la Fac ?, Éditions Magnard, 2009, 77 p.  (ISBN 2210747872)Écrit avec Benoist Apparu.